# Øresundskablerne
Øresundskablerne er en række transmissionskabler og en del af elektriske transmissionsanlæg i Danmark. De sender vekselstrømselektricitet mellem Sjælland og Sverige. 
Det første Øresundskabel blev taget i brug i december 1915 og var det første af sin art i Europa og var lagt i et samarbejde mellem NESA og Sydsvenska Kraftaktiebolaget. Forbindelsen er blevet vedligeholdt og opgraderet flere gange. Kablerne blev udskiftet i 1973 og 2020.
Forbindelsen er 10 km lang og består af 2 styk 132 kV og 2 styk 400 kV, og kan eksportere 1700 MW og importere 1300 MW.